# Estadi Defensores del Chaco
L'Estadi Defensores del Chaco és un estadi de futbol del Paraguai a la ciutat d'Asunción. És propietat de l'Associació Paraguaiana de Futbol i és utilitzat per la selecció de futbol del Paraguai, el Club Guaraní, el Club Olimpia i el Cerro Porteño (2015–2017).
Té una capacitat pera 42.354 espectadors asseguts, tot i que en el passat va tenir una capacitat per a més de 50.000 espectadors.

## Història
Va ser inaugurat l'any 1917 amb el nom Estadio de Puerto Sajonia amb un partit entre Olímpia Asunción i Libertad, victòria del darrer per 1-0. Després de la victòria de la selecció uruguaiana als Jocs Olímpics de 1924 es canvià el nom de l'estadi a Estadio Uruguay, però poc després retornà al nom original. L'any 1974 canvià el nom a Defensores del Chaco. Va ser remodelat diversos cops, els anys 1939, 1996, 2007 i 2015.
Va ser seu de la primera final de la Copa Libertadores el 1960 i de la Copa Amèrica de futbol de 1999.

## Galeria

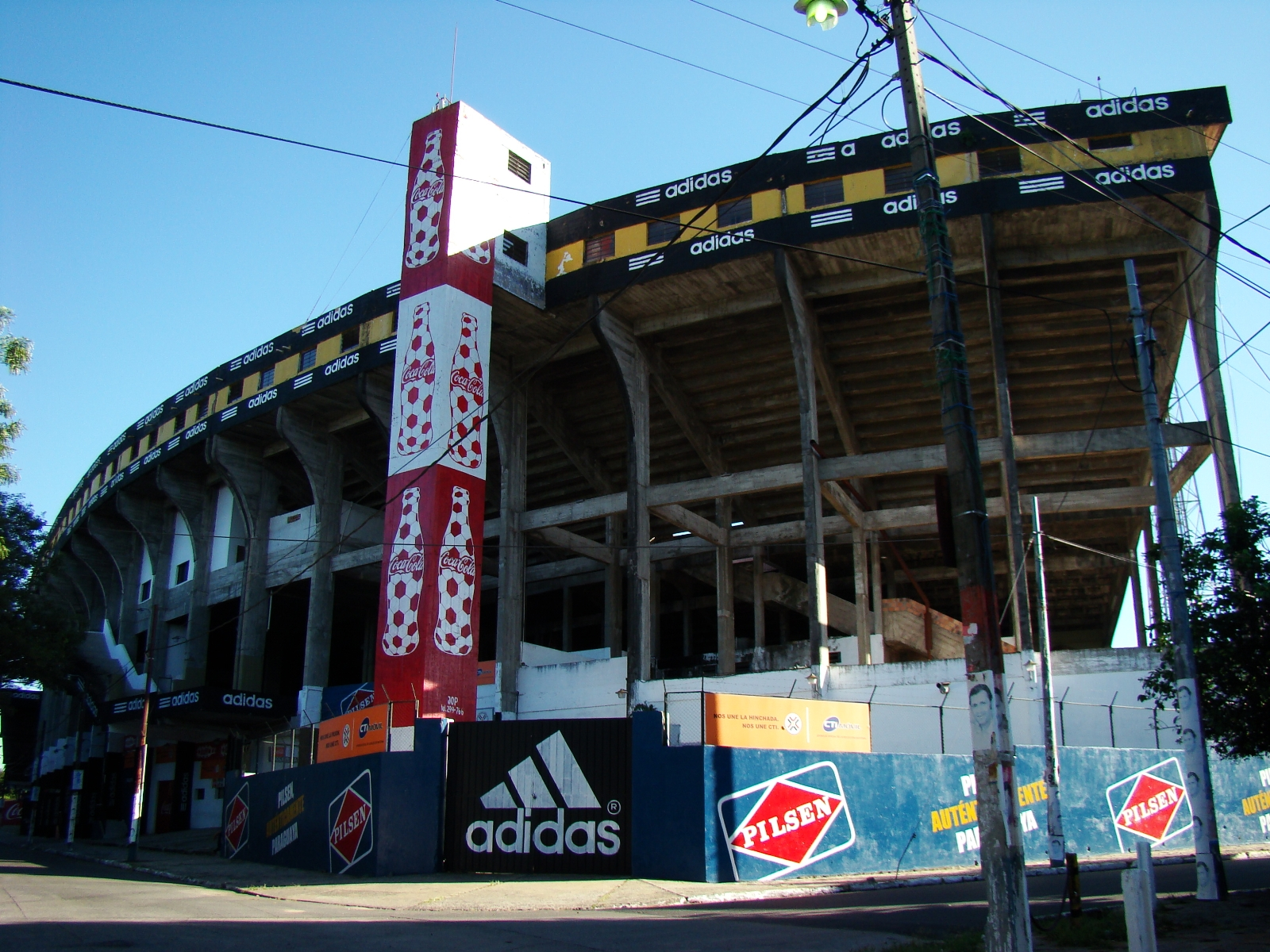
Exterior de l'estadi.
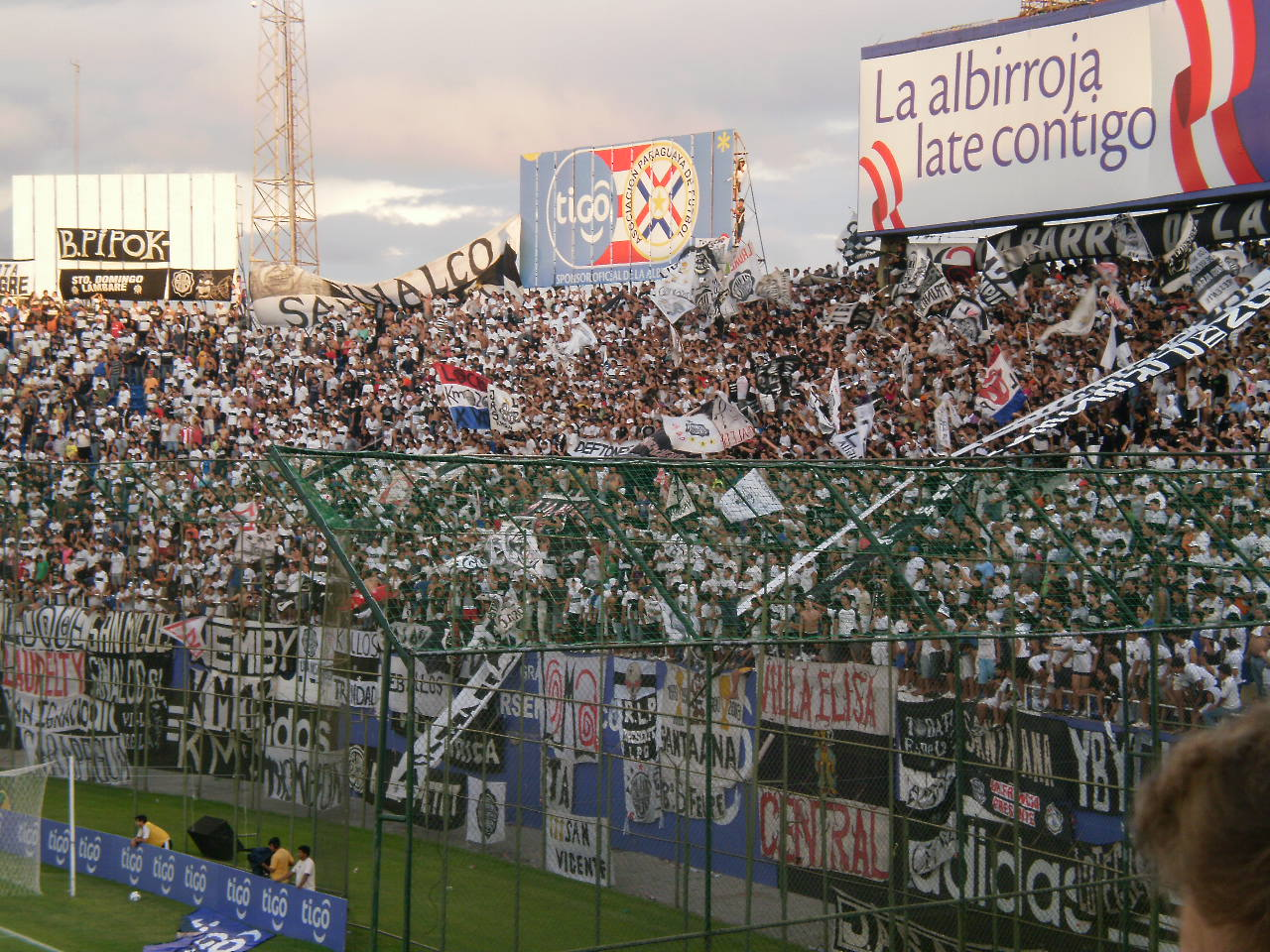
Seguidors del Club Olimpia Asunción.
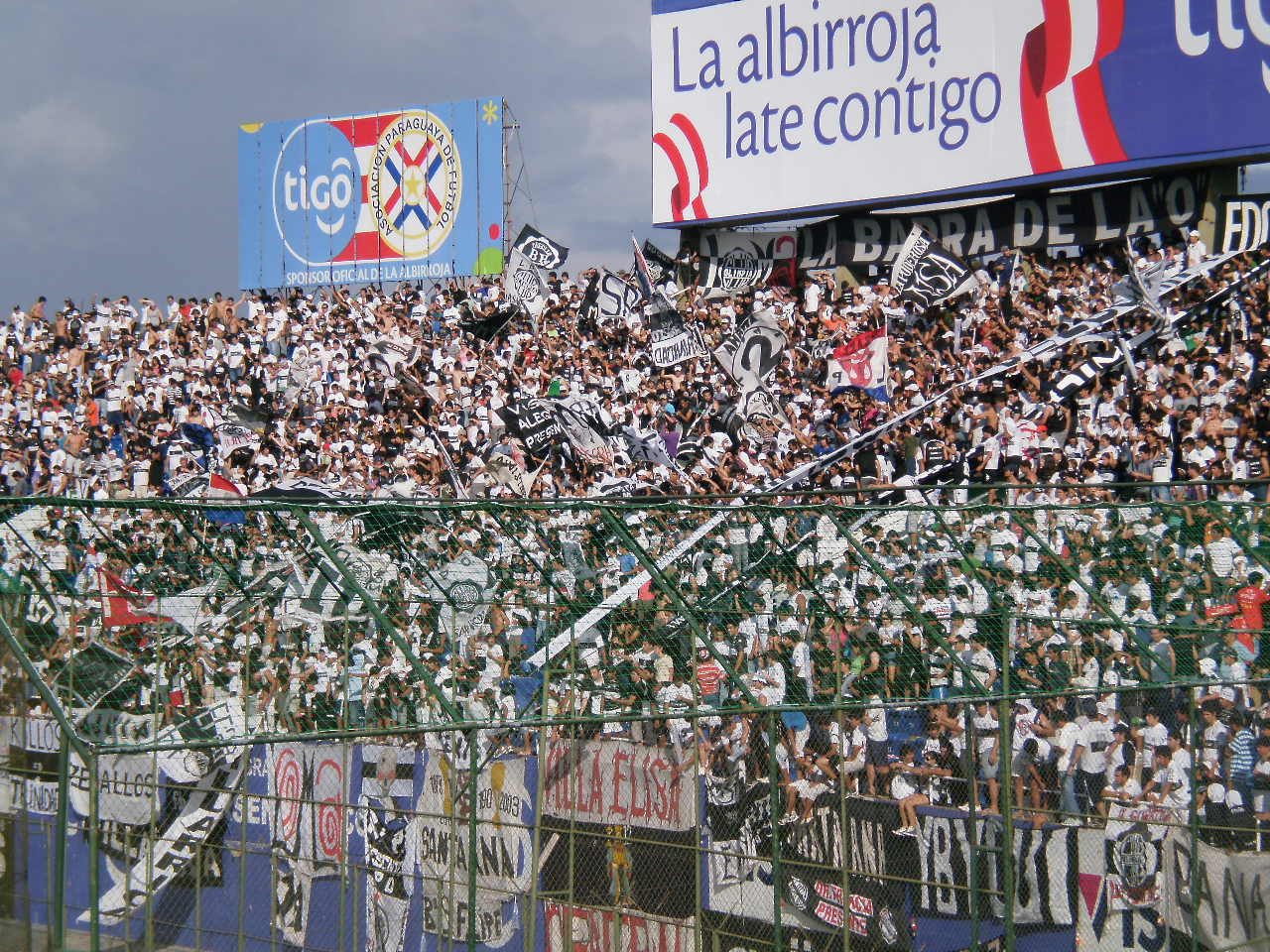
Seguidors del Club Olimpia Asunción.
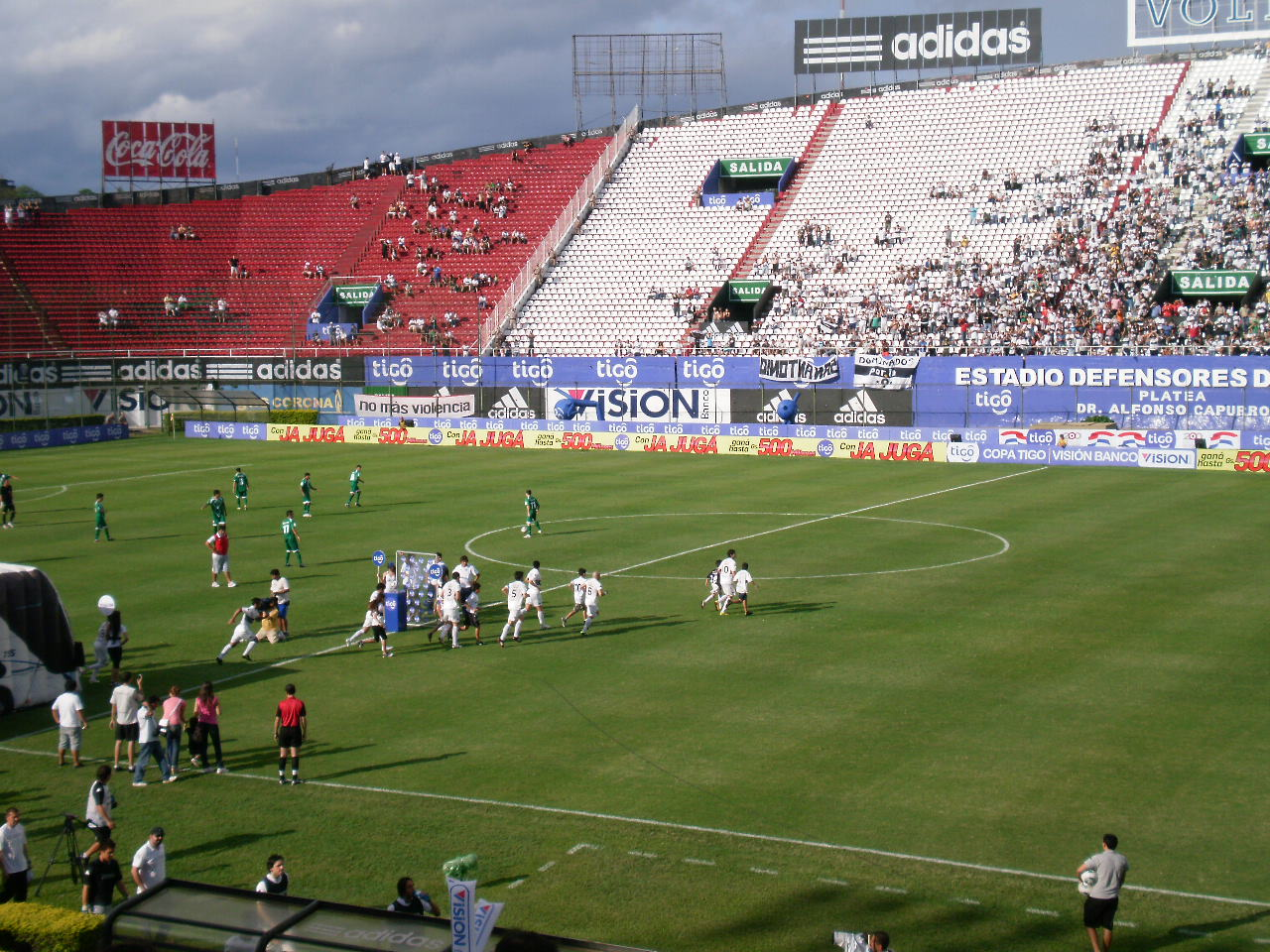
Partit Olimpia Asunción vs 3 de Febrero el 2011.